# أوتيس سميث (كرة سلة)
أوتيس سميث (بالإنجليزية: Otis Smith) مواليد 30 يناير 1964 في جاكسونفيل، هو لاعب كرة سلة أمريكي معتزل أصبح مدرباً بدأ مسيرته الاحترافية في سنة 1986. تم اختياره من قبل فريق دنفر ناغتس خلال الدرافت. يبلغ طوله 6 قدم 5 بوصة (2.0 م). اعتزل اللعب في 1997. أحرز خلال مسيرته في الإن بي إيه 3951 نقطة بمعدل 10.5 نقاط في المباراة الواحدة.

## المسيرة الاحترافية
لعب مع دنفر ناغتس من سنة 1986 إلى 1988، ثم لعب مع غولدن ستايت ووريورز من سنة 1987 إلى 1989، ثم لعب مع أورلاندو ماجيك من سنة 1989 إلى 1992.

## روابط خارجية
- أوتيس سميث على موقع إن بي أي (الإنجليزية)
- أوتيس سميث على موقع سبورتس رفرنس (الإنجليزية)
- أوتيس سميث على موقع كرة السلة الأوروبية.كوم (الإنجليزية)
- أوتيس سميث على موقع كلية كرة السلة في سبورتس رفرنس.كوم (الإنجليزية)
- أوتيس سميث على موقع ريلجم (الإنجليزية)
- أوتيس سميث على موقع بروبوليرز (الإنجليزية)
- أوتيس سميث على موقع سبورتس رفرنس (الإنجليزية)